# Откритие
Откритие е получаването на непознато дотогава знание или осъзнаването на истината за позната тема, за която е имало други предположения.
Едно от най-известните открития в миналото е било, че Земята е кръгла, а не плоска, каквото е било разпространеното схващане. Други исторически открития са били Великите географски открития — узнаването за съществуването и местоположението на Новия свят. Важни открития има и в други науки като физика, химия, биология, медицина и други, които позволяват на обществото да прогресира, разширявайки кръгозора му и познатата дотогава информация.

## Научно откритие
Официалното определение за научно откритие се дава от Женевския договор от 3 март 1978 г., който го определя като „установяване на явления, свойства или закони на материалния свят, неизвестни по-рано и достъпни за проверка“. Научните открития се различават от изобретенията, които по своя характер са технически решения. За изобретенията може да се издаде патент при изпълнение на изискванията на съответното патентно ведомство, но за научните открития това няма как да стане, защото те съществуват обективно в пространство-времето вън и независимо от човешкото съзнание. Пример: няма как на Нютон да е бил даден патент за закона за гравитацията, защото реално не е възможно да се упражнява изключително право върху естествено физично (или друго) явление.